# Шиитский путч
Шиитский путч — события мая 2008 года, в ходе которого боевики движения Хезболла захватили значительную часть ливанской столицы Бейрут. К 9 мая за 3 дня столкновений погибло около 15 человек.

## Причины и поводы
Причиной волнений стало решение властей отстранить от должности начальника службы безопасности международного аэропорта, благодаря которому «Хезболла» якобы вела съёмку прибывающих в страну высокопоставленных иностранных гостей. Второй причиной стала попытка правительства Ливана ликвидировать телефонную сеть, принадлежащую «Хезболла» Лидер Хезболлы шейх Хасан Насралла назвал это 7 мая объявлением войны.

## Ход конфликта
- 6 мая по решению ливанских властей был уволен руководитель службы безопасности аэропорта Бейрута, связанный с «Хезболлой». На него возложена часть ответственности за то, что в аэропорту были незаконно установлены камеры слежения у главной взлётно-посадочной полосы, которой пользуются самолёты руководства страны[7].
- 7 мая — сторонники Хезболлы вышли на улицы Бейрута, в знак протеста против запрета телекоммуникационной сети, принадлежащей данной организации. Началось строительство баррикад и столкновения с полицией[8].
- 9 мая — из-за столкновений остановлена работа городского морского порта, отменены авиарейсы и автобусное сообщение[9].
- 10 мая — командование ливанской армии поддержало движение Хезболла и отменило решение правительства, спровоцировавшее кризис[10].
- 11 мая — ожесточённые столкновения вспыхнули между боевиками Хезболлы и вооружёнными отрядами друзов (командир Валид Джумблат) в 20 километрах к юго-востоку от Бейрута. Причиной новой вспышки насилия стало убийство двух членов Хезболлы в окрестностях друзской деревни[11]. На севере в Триполи отмечены столкновения между просирийскими алавитами и проправительственными отрядами суннитской партии «Аль-Мустакбаль»[12].
- 16 мая — Ливан примирился: Фуад Синьора и шейх Насралла подписали соглашение о перемирии в Катаре.